# القاسم بن محمد بن أبي بكر
أبو محمد القاسم بن محمد بن أبي بكر التيمي (35 هـ - 107 هـ) تابعي مدني، وأحد رواة الحديث النبوي، وأحد فقهاء المدينة السبعة من التابعين.

## سيرته
ولد أبو محمد القاسم بن محمد بن أبي بكر التيمي القرشي سنة 35 هـ في خلافة علي بن أبي طالب، وأمه أم ولد اسمها سودة، وقد توفي أبوه سنة 36 هـ، فلم يدركه القاسم، ونشأ في حجر عمته أم المؤمنين عائشة بنت أبي بكر، فتفقّه منها، فكان من أعلم الناس بحديثها مع ابن عمته عروة بن الزبير وعمرة بنت عبد الرحمن. كان القاسم أشبه بني أبي بكر بجدّه أبي بكر.
توفي القاسم بن محمد آخر سنة 106 هـ أو أول سنة 107 هـ، وعمره 72 سنة بعد أن أصابه العمى، وقد ترك من الولد عبد الرحمن وأم فروة وأم حكيم وعبدة، وأمهم ابنة عمه قريبة بنت عبد الرحمن بن أبي بكر، وهو جد جعفر الصادق حفيده من ابنته أم فروة.

## روايته للحديث النبوي
- روى عن: فاطمة بنت قيس الفهرية وعبد الله بن عباس وعبد الله بن عمر بن الخطاب وجدته أسماء بنت عميس وأبي هريرة ورافع بن خديج وعبد الله بن حباب وعبد الله بن عمرو بن العاص ومعاوية بن أبي سفيان وصالح بن خوات بن جبير وعبد الرحمن ومجمع ابني يزيد بن جارية [3] وأسلم مولى عمر وعبد الله بن جعفر بن أبي طالب وعبد الله بن الزبير وعبد الله بن عبد الله بن عمر بن الخطاب وابن عمه عبد الله بن عبد الرحمن بن أبي بكر الصديق وزينب بنت جحش وعمته عائشة بنت أبي بكر.[8][9]
- روى عنه: ابنه عبد الرحمن وعامر الشعبي ونافع مولى ابن عمر وسالم بن عبد الله بن عمر بن الخطاب وأبو بكر بن محمد بن عمرو بن حزم وابن شهاب الزهري وابن أبي مليكة وسعد بن إبراهيم بن عبد الرحمن بن عوف وحميد الطويل وأيوب السختياني وربيعة الرأي وعبيد الله بن عمر بن حفص بن عاصم بن عمر بن الخطاب وعبد الله بن عون وربيعة بن عطاء مولى ابن سباع وثابت بن عبيد الأنصاري وحفيده جعفر الصادق ويحيى بن سعيد الأنصاري وأخوه سعد بن سعيد الأنصاري وشيبة بن نصاح وطلحة بن عبد الملك الأيلي وعاصم بن عبيد الله بن عاصم بن عمر بن الخطاب وأبو الزناد وعبيد الله بن أبي زياد القداح وعمر بن عبد الله بن عروة بن الزبير وعيسى بن ميمون الواسطي وموسى بن سرجس وأفلح بن حميد وحنظلة بن أبي سفيان الجمحي وأسامة بن زيد الليثي وعبد الله بن العلاء بن زبر وصالح بن كيسان وأيمن بن نابل وعباد بن منصور الناجي[3] وأسامة بن زيد بن أسلم مولى عمر بن الخطاب وإسماعيل بن أبي حكيم وأنس بن سيرين الأنصاري والحضرمي بن لاحق وخالد بن أبي عمران وسعد أبو موسى مولى آل أبي بكر وسليمان بن عبد الرحمن بن جندب الأنصاري وسليمان بن موسى وأبو الخليل صالح بن أبي مريم وعبد الرحمن بن عمار بن أبي زينب وعبيد الله بن عبد الرحمن بن موهب وعبيد الله بن مقسم وعبيس بن ميمون البصري وعثمان بن مرة البصري وعكرمة بن عمار وعمارة بن غزية وعمر بن سعيد بن أبي حسين وعمرو بن عثمان بن هانئ وعمران بن عبد الله بن طلحة الخزاعي وأبو نهيك القاسم بن محمد الأسدي ومالك بن دينار ومحمد بن عبد الرحمن بن لبيبة وأبو الأسود محمد بن عبد الرحمن بن نوفل ومحمد بن عثمان بن عبد الرحمن بن سعيد بن يربوع المخزومي ومحمد بن عقبة ومحمد بن المنكدر ومظاهر بن أسلم والمنذر بن عبيد المدني وأبو عبيد حاجب سليمان بن عبد الملك وأبو عثمان الأنصاري وابن سخبرة.[8]
- الجرح والتعديل: كان القاسم بن محمد قليل الحديث،[6] فلم يُروى عنه سوى 200 حديث،[8] إلا أنه كان حريصًا على روايته بنصّه لا بمعناه.[3][5] وقد اعتبر يحيى بن معين أن رواية أحاديث عبيد الله بن عمر العمري عن القاسم بن محمد عن عائشة بنت أبي بكر مشبّكة بالذهب،[3][5] كناية عن قوة الرواية. وقد ذكره ابن سعد في الطبقة الثانية من أهل المدينة،[4] وقال عنه: «كان ثقة، وكان رفيعًا، عالمًا، فقيهًا، إمامًا ورعًا، كثير الحديث»،[10] كما وقد وثّقه العجلي،[3][5] كما روى له الجماعة.[6]

## منزلته الدينية
كان القاسم بن محمد عالي القدر، وقد عدّه أبو الزناد في فقهاء المدينة السبعة من التابعين، قد أثني عليه الكثيرون، فقال يحيى بن سعيد الأنصاري: «ما أدركنا بالمدينة أحدًا نفضّله على القاسم»، وقال أيوب السختياني: «ما رأيت رجلاً أفضل منه، ولقد ترك مائة ألف وهي له حلال»، وقال سفيان الثوري: «عبد الرحمن بن القاسم كان أفضل أهل زمانه، وقد سمع أباه وكان أفضل أهل زمانه»، وقال أبو الزناد: «ما رأيت أحدًا أعلم بالسُنّة من القاسم بن محمد»، وقال مالك بن أنس عنه: «كان من فقهاء هذه الأمة»، وقال مصعب بن عبد الله الزبيري: «القاسم من خيار التابعين»، وقال العجلي عنه: «كان من خيار التابعين وفقهائهم».